# Boxe nos Jogos Olímpicos de Verão de 1972
O boxe nos Jogos Olímpicos de Verão de 1972 foi realizado em Munique, na Alemanha Ocidental, com onze eventos disputados entre 27 de agosto e 10 de setembro. 357 boxeadores de 81 países intervieram na disputa do boxe em 1972.

## Eventos do boxe
Masculino: Peso mosca-ligeiro | Peso mosca | Peso galo | Peso pena | Peso leve | Peso meio-médio-ligeiro | Peso meio-médio | Peso super-médio | Peso médio | Peso meio-pesado | Peso pesado

## Peso mosca-ligeiro (até 48kg)
| Pos. | País                  | Atletas           |
| ---- | --------------------- | ----------------- |
|      | Hungria (HUN)         | György Gedó       |
|      | Coreia do Norte (PRK) | Kim U-Gil         |
|      | Grã-Bretanha (GBR)    | Ralph Evans       |
|      | Espanha (ESP)         | Enrique Rodríguez |

## Peso mosca (até 51kg)
| Pos. | País           | Atletas           |
| ---- | -------------- | ----------------- |
|      | Bulgária (BUL) | Georgi Kostadinov |
|      | Uganda (UGA)   | Leo Rwabwogo      |
|      | Polônia (POL)  | Leszek Błażyński  |
|      | Cuba (CUB)     | Douglas Rodríguez |

## Peso galo (até 54kg)
| Pos. | País                 | Atletas          |
| ---- | -------------------- | ---------------- |
|      | Cuba (CUB)           | Orlando Martínez |
|      | México (MEX)         | Alfonso Zamora   |
|      | Grã-Bretanha (GBR)   | George Turpin    |
|      | Estados Unidos (USA) | Ricardo Carreras |

## Peso pena (até 57kg)
| Pos. | País                  | Atletas         |
| ---- | --------------------- | --------------- |
|      | União Soviética (URS) | Boris Kuznetsov |
|      | Quênia (KEN)          | Philip Waruinge |
|      | Colômbia (COL)        | Clemente Rojas  |
|      | Hungria (HUN)         | Andras Botos    |

## Peso leve (até 60kg)
| Pos. | País           | Atletas         |
| ---- | -------------- | --------------- |
|      | Polônia (POL)  | Jan Szczepański |
|      | Hungria (HUN)  | László Orbán    |
|      | Quênia (KEN)   | Samuel Mbugua   |
|      | Colômbia (COL) | Alfonso Pérez   |

## Peso meio-médio-ligeiro (até 63,5kg)
| Pos. | País                 | Atletas        |
| ---- | -------------------- | -------------- |
|      | Estados Unidos (USA) | Ray Seales     |
|      | Bulgária (BUL)       | Angel Angelov  |
|      | Níger (NIG)          | Issaka Dabore  |
|      | Iugoslávia (YUG)     | Zvonimir Vujin |

## Peso meio-médio (até 67kg)
| Pos. | País                 | Atletas         |
| ---- | -------------------- | --------------- |
|      | Cuba (CUB)           | Emilio Correa   |
|      | Hungria (HUN)        | János Kajdi     |
|      | Estados Unidos (USA) | Jesse Valdez    |
|      | Quênia (KEN)         | Richard Murunga |

## Peso super-médio (até 71kg)
| Pos. | País                     | Atletas           |
| ---- | ------------------------ | ----------------- |
|      | Alemanha Ocidental (FRG) | Dieter Kottysch   |
|      | Polônia (POL)            | Wiesław Rudkowski |
|      | Alemanha Oriental (GDR)  | Peter Tiepold     |
|      | Grã-Bretanha (GBR)       | Alan Minter       |

## Peso médio (até 75kg)
| Pos. | País                  | Atletas             |
| ---- | --------------------- | ------------------- |
|      | União Soviética (URS) | Vyacheslav Lemechev |
|      | Finlândia (FIN)       | Reima Virtanen      |
|      | Gana (GHA)            | Prince Amartey      |
|      | Estados Unidos (USA)  | Marvin Johnson      |

## Peso meio-pesado (até 81kg)
| Pos. | País             | Atletas           |
| ---- | ---------------- | ----------------- |
|      | Iugoslávia (YUG) | Mate Parlov       |
|      | Cuba (CUB)       | Gilberto Carrillo |
|      | Nigéria (NGR)    | Isaac Ikhouria    |
|      | Polônia (POL)    | Janusz Gortat     |

## Peso pesado (+ 81kg)
| Pos. | País                     | Atletas           |
| ---- | ------------------------ | ----------------- |
|      | Cuba (CUB)               | Teófilo Stevenson |
|      | Romênia (ROM)            | Ion Alexe         |
|      | Suécia (SWE)             | Hasse Thomsén     |
|      | Alemanha Ocidental (FRG) | Peter Hussing     |

## Quadro de medalhas do boxe
| Ordem | País                   | Medalha de ouro | Medalha de prata | Medalha de bronze | Total |
| ----- | ---------------------- | --------------- | ---------------- | ----------------- | ----- |
| 1     | CUB Cuba               | 3               | 1                | 1                 | 5     |
| 2     | URS União Soviética    | 2               | 0                | 0                 | 2     |
| 3     | HUN Hungria            | 1               | 2                | 1                 | 4     |
| 4     | POL Polônia            | 1               | 1                | 2                 | 4     |
| 5     | BUL Bulgária           | 1               | 1                | 0                 | 2     |
| 6     | USA Estados Unidos     | 1               | 0                | 3                 | 4     |
| 7     | FRG Alemanha Ocidental | 1               | 0                | 1                 | 2     |
| 7     | YUG Iugoslávia         | 1               | 0                | 1                 | 2     |
| 9     | KEN Quênia             | 0               | 1                | 2                 | 3     |
| 10    | PRK Coreia do Norte    | 0               | 1                | 0                 | 1     |
| 10    | FIN Finlândia          | 0               | 1                | 0                 | 1     |
| 10    | MEX México             | 0               | 1                | 0                 | 1     |
| 10    | ROM Romênia            | 0               | 1                | 0                 | 1     |
| 10    | UGA Uganda             | 0               | 1                | 0                 | 1     |
| 15    | GBR Grã-Bretanha       | 0               | 0                | 3                 | 3     |
| 16    | COL Colômbia           | 0               | 0                | 2                 | 2     |
| 17    | GDR Alemanha Oriental  | 0               | 0                | 1                 | 1     |
| 17    | ESP Espanha            | 0               | 0                | 1                 | 1     |
| 17    | GHA Gana               | 0               | 0                | 1                 | 1     |
| 17    | NIG Níger              | 0               | 0                | 1                 | 1     |
| 17    | NGR Nigéria            | 0               | 0                | 1                 | 1     |
| 17    | SWE Suécia             | 0               | 0                | 1                 | 1     |